# Згин мапи Міури
Згин мапи Міури (яп. ミウラ折り, Miura-ori) — твердий згин, що використовується для розгортання масивів сонячних батарей для космічних супутників. Його винахідником був японський астрофізик Коріо Міура. Згин є прикладом практичного використання твердого оригамі та ілюструє проблему твердого оригамі, коли папір та згини замінюються відповідно твердою поверхнею і стрижнями.

Малюнок згинання для мапи Міури. У цьому прикладі паралелограми мають кути у 84° та 96°.

Через свою зручність та легкість розгортання і складання, зараз згин мапи Міури використовується і при виготовленні туристичних карт, особливо для альпіністів тощо.

Відео, яке демонструє розгортання і згортання матеріалу, складеного за принципом мапи Міури